# الصراع التركي السوري عام 2019
الصراع التركي السوري عام 2019، مواجهة عسكرية مسلحة بين كل من القوات المسلحة التركية والقوات المسلحة السورية خلال هجوم أشعلته الحكومة السورية في أبريل 2019.

## خلفية
توفر تركيا الدعم السياسي والعتاد والتسليح لمختلف الجماعات المتمردة أثناء الحرب الأهلية السورية، فاعتبر تركيا واحدة من الداعمين الرئيسين للمعارضة السورية.
بالإضافة إلى ذلك، احتلت القوات المسلحة التركية والجيش السوري الحر المدعوم من تركيا مناطق في شمال سوريا. كانت العلاقات بين البلدين عدوانية ومتوترة بشكل لا يصدق، ف سوريا تعتبر هذا تعديا صارخا علي سيادتها الوطنية وسلامة أراضيها، وأحياناً تندمج في المواجهات المسلحة. عند بداية الحرب الأهلية قطعت الدولتان العلاقات الدبلوماسية.
قامت تركيا بإنشاء شبكة من مراكز المراقبة وتقوم بصيانتها، داخل منطقة إدلب التي يسيطر عليها المتمردون منذ أواخر عام 2017، والتي توسعت تدريجياً في عددها.
فضلت الحكومة السورية العمل مع مجموعات تعارض تركيا بشدة، مثل القوات الديمقراطية السورية، فتحاول سوريا تحديد النفوذ التركي داخل سوريا. قاتلت القوات المؤيدة للحكومة مع قوات سوريا الديموقراطية خلال العملية العسكرية في عفرين، بينما قاتل الجيش السوري إلى جانب قوات سوريا الديمقراطية ضد تركيا و تفسا خلال اشتباكات تل رفعت عام 2019.
أثناء خريف عام 2018، تم عقد صفقة تجريد من السلاح بين تركيا والجماعات المتمردة من جهة، وروسيا وإيران وسوريا من جهة أخري. الاتفاقية حددت أهدافا عالية، شملت الانسحاب الكامل للجماعات التي تعتبر «جذرية» من المنطقة المنزوعة السلاح، وسحب أسلحة المتمردين الثقيلة، وإعادة فتح الطرق السريعة السورية وشروط أخري أيضا. ولكن تم تنفيذ صفقة التجريد من السلاح بشكل سيء، حيث اتهمت سوريا وروسيا تركيا والجماعات المتمردة بعدم المرور بنهاية الصفقة. في أواخر أبريل 2019، أشعل الجيش السوري هجوما واسع النطاق ضد جميع الجماعات المتمردة، لأنه اعتبرهم ينتهكون اتفاقية التجريد من السلاح. وقفت تركيا بشدة ضد الهجوم. نجح الهجوم ووقعت الجماعات المتمردة. تأمل تركيا في أن مراكز ردها سوف تمنع القوات الحكومية من الهجوم، لكن الجيش السوري تقدم، وضرب الأراضي واستولي عليها في أماكن بالقرب من مواقع المراقبة التركية. تسببت هذه الحالة في شروط أساسية لازمة للمواجهة بين القوات المسلحة السورية والتركية.

## الجدول الزمني

### حوادث القصف الأولي
في 13 يونيو 2019، أثناء هجوم مستمر من قبل الحكومة السورية ضد الجماعات المتمردة في إدلب وحماة، أشار الجيش التركي إلي أن قوات المراقبة التابعة له والموجودة في المنطقة كجزء من اتفاقية التجريد من السلاح بين روسيا وتركيا وإيران تعرضت لنيران من الحكومة الموالية لحكومة القوات.
صرح وزير الدفاع التركي أن اثناء الهجوم، أطلق الجيش السوري 35 قذيفة هاون وأصيب 3 جنود أتراك نتيجة لذلك. بعد ذلك، زعمت الحكومة الروسية أن تركيا وروسيا والحكومة السورية والمتمردين قاموا بوقف إطلاق النار، ولكن المتمردين والحكومة التركية نفوا خبر وقف إطلاق النار.
بعد حوادث تركيا الخارجية، صرح وزير الخارجية التركي مولود جاويش أوغلو بأن الهجمات كانت متعمدة، كما ذكرت الحكومة التركية أن الجيش التركي سوف يرد على أي هجمات على مواقعهم في سوريا.
بعد ردود ومواجهة الحكومة التركية للجيش السوري، نفت روسيا تورط الحكومة السورية في الهجمات، وألقوا اللوم في ذلك علي المتمردين السوريين ووصفوهم بالإرهابين، واتهموهم أيضا بمهاجمة المواقع التركية، والحكومة الروسية. زعمت روسيا أن الحكومة التركية طلبت من الجيش الروسي المساعدة في حماية القوات التركية في إدلب وأن الحكومة التركية أعطت إحداثيات مواقع المتمردين للجيش الروسي، ولكن تركيا نفت هذا.
في 14 يونيو، بعد استمرار المواجهات بين تركيا وسوريا، نشر الجيش التركي تعزيزات لمواقعه في إدلب.
في 16 يونيو، زعمت الحكومة التركية أن الجيش السوري يواصل مهاجمة المواقع التركية، حيث قامت تركيا بالرد من خلال إطلاق المدفعية على قوات الحكومة السورية.

### الطائرات السورية تضرب قافلة تركية
في 19 أغسطس، تحركت قافلة عسكرية تركية مكونة من 28 مركبة متجهة إلي خان شيخون، لكن الطائرات الحربية السورية استهدفتها عند عبورهم الطريق السريع M5. أدت الغارات الجوية إلي وقوع خسائر بين قوات المتمردين التي كانت برفقة القافلة، وادي أيضا إلي مقتل قائد فيلق الشام. نتيجة الغارات الجوية تم إيقاف القافلة. أدانت وزارة الدفاع التركية الغارة الجوية، قائلة إنها تعتبرها انتهاكا للمذكرة الروسية التركية وأن القافلة كانت تنقل الإمدادات فقط إلى مراكز المراقبة التركية في إدلب. رفضت سوريا البيان التركي، مدعية أن القافلة كانت تحمل أسلحة وذخيرة متجهة إلى مجموعات متمردة مختلفة تشارك في معركة مع الحكومة.

### الجيش السوري يحيط بمركز المراقبة التركي
في 23 أغسطس، بعد أن استولي الجيش السوري علي المتمردين في المنطقة، حاصر جميع مواقع المراقبة التركية في مورك.
بعد الاستيلاء على جيب للمتمردين في المنطقة، حاصر الجيش السوري بالكامل موقع المراقبة التركي في مورك. نفى وزير الخارجية التركي ميفلوت شافوغلو أن تم وضع مركز المراقبة في حالة حصار وأصر على أن القوات المسلحة التركية لن تنسحب منه.

### غارة جوية على مركز المراقبة
في 28 أغسطس، أطلقت الطائرات الحربية النار على مركز المراقبة التركي في شير ماغار، جنوب مدينة شهرناز التي يسيطر عليها المتمردون. لم يستطع أحد التعرف علي الطائرات الحربية التي نفذت الغارة حينذاك، إذا كانت تابعة للقوات الجوية السورية أو الروسية.

### تجدد القصف
في 30 أغسطس، قبل ساعات من سريان مفعول وقف إطلاق النار، قصفت وحدات من الجيش السوري مركز مراقبة تركي بالقرب من بلدة عندان بالمدفعية الثقيلة. ولم يتم الإبلاغ عن وقوع اصابات.

## وصلات خارجية
- الصراع التركي السوري عام 2019.
- لماذا احتلت تركيا سوريا؟
- اشتباكات عنيفة بين الجيش السوري والقوات التركية